# Labdakos
Labdakos (řecky Λάβδακος, latinsky Labdacus) byl v řecké mytologii syn thébského krále Polydóra a jeho manželky Nyktéidy. Byl vnukem zakladatele Théb Kadma.
Jeho synem a následníkem byl pozdější thébský král Láios a jeho vnukem byl Oidipús, velká tragická postava řecké mytologie. Podle Labdaka bývá nazýván rod Labdakovců, významný v Thébách.
Labdakův otec Polydóros předčasně zemřel a syna odporučil do péče svého tchána Nyktea. Když však Labdakos také brzy zemřel, zůstal po něm mladičký syn Láios, nedospělý pro převzetí královské moci, proto se vlády ujal Nykteus. Také on vládl krátce, po jeho smrti se thébským králem stal jeho bratr Lykos.